# Cherry, Harry & Raquel!
(Dialogo tra Raquel e Harry)
Cherry, Harry & Raquel! è un film del 1970, diretto da Russ Meyer.
Fu girato da Meyer dopo Vixen!, che ottenne un gran successo, ma subì le ire della censura. Per questo motivo, all'inizio di questo film, Meyer inserì una scritta in sovraimpressione, letta dalla voce narrante, che criticava fortemente l'istituto censorio statunitense.
Il film comprende uno dei primi nudi maschili della storia del cinema, quello di Charles Napier che corre verso la macchina da presa indossando soltanto un paio di stivali.
La pellicola è stata inserita da Variety nella classifica dei cento maggiori incassi della storia del cinema.

## Trama
In un villaggio alla frontiera con il Messico vivono tre uomini, che spacciano marijuana. Essi sono il vecchio Franklyn, il poliziotto corrotto Harry e il messicano Enrique. I tre sono in lotta per il controllo del territorio con un indiano apache, e condividono Raquel, una disinvolta ragazza che seduce anche Cherry, moglie di Harry.
Intanto gli uomini danno la caccia al misterioso indiano, che uccide Franklyn, sgozzandolo nel letto d'ospedale, quindi Enrique, investendolo nel deserto. Infine affronta Harry, uccidendolo, ma perdendo la vita anch'esso.
Nel frattempo, ignare di tutto questo, Cherry e Raquel sono a letto insieme. La voce fuori campo augura alle due donne una vita felice insieme, deprecando il comportamento degli uomini.